# Fara in Sabina
Fara in Sabina er en italiensk by (og kommune) i regionen Lazio i Italien, med omkring 13.835(2023) indbyggere. 